# 东莞市人民政府
东莞市人民政府，简称东莞市政府、东府，是中华人民共和国广东省东莞市的地方国家行政机关。

## 职权
根据《中华人民共和国地方各级人民代表大会和地方各级人民政府组织法》第七十三条，县级以上的地方各级人民政府行使下列职权：
1. 执行本级人民代表大会及其常务委员会的决议，以及上级国家行政机关的决定和命令，规定行政措施，发布决定和命令；
2. 领导所属各工作部门和下级人民政府的工作；
3. 改变或者撤销所属各工作部门的不适当的命令、指示和下级人民政府的不适当的决定、命令；
4. 依照法律的规定任免、培训、考核和奖惩国家行政机关工作人员；
5. 编制和执行国民经济和社会发展规划纲要、计划和预算，管理本行政区域内的经济、教育、科学、文化、卫生、体育、城乡建设等事业和生态环境保护、自然资源、财政、民政、社会保障、公安、民族事务、司法行政、人口与计划生育等行政工作；
6. 保护社会主义的全民所有的财产和劳动群众集体所有的财产，保护公民私人所有的合法财产，维护社会秩序，保障公民的人身权利、民主权利和其他权利；
7. 履行国有资产管理职责；
8. 保护各种经济组织的合法权益；
9. 铸牢中华民族共同体意识，促进各民族广泛交往交流交融，保障少数民族的合法权利和利益，保障少数民族保持或者改革自己的风俗习惯的自由，帮助本行政区域内的民族自治地方依照宪法和法律实行区域自治，帮助各少数民族发展政治、经济和文化的建设事业；
10. 保障宪法和法律赋予妇女的男女平等、同工同酬和婚姻自由等各项权利；
11. 办理上级国家行政机关交办的其他事项。

## 机构设置
根据《东莞市机构改革方案》，东莞市人民政府共设置33个工作部门，东莞市人民政府工作部门行政级别为正处级。
东莞市人民政府设置下列机构：
- 东莞市人民政府办公室
- 东莞市发展和改革局
- 东莞市工业和信息化局
- 东莞市教育局
- 东莞市科学技术局
- 东莞市民族宗教事务局
- 东莞市公安局
- 东莞市民政局
- 东莞市司法局
- 东莞市财政局
- 东莞市人力资源和社会保障局
- 东莞市自然资源局
- 东莞市生态环境局
- 东莞市住房和城乡建设局
- 东莞市交通运输局
- 东莞市水务局
- 东莞市农业农村局
- 东莞市商务局
- 东莞市文化广电旅游体育局
- 东莞市卫生健康局
- 东莞市医疗保障局
- 东莞市审计局
- 东莞市市场监督管理局
- 东莞市应急管理局
- 东莞市统计局
- 东莞市城市管理和综合执法局
- 东莞市人民政府国有资产监督管理委员会
- 东莞市信访局
- 东莞市政务服务和数据管理局
- 东莞市退役军人事务局
- 东莞市轨道交通局
- 东莞市投资促进局

（市发展和改革局加挂市粮食和物资储备局牌子；市自然资源局加挂市海洋局牌子；市农业农村局加挂乡村振兴局牌子；市新闻出版局（市版权局）牌子挂在市委宣传部；市地方金融管理局牌子挂在中共东莞市委金融委员会办公室，并加挂中共东莞市委金融工作委员会牌子，列入中共东莞市委机构序列。）

### 部门管理机构
- 东莞市林业局，由市自然资源局管理。

### 其他机构
- 东莞市人民政府地方志办公室
- 东莞市不动产登记中心
- 东莞市公路事务中心
- 东莞市农村集体资产管理办公室
- 东莞市外商投资促进中心

### 市属事业单位
- 东莞市供销合作总社
- 东莞市城建工程管理局
- 东莞市住房公积金管理中心
- 东莞市气象局
- 中国国际贸易促进委员会东莞市委员会
- 东莞理工学院（正厅级）
- 大湾区大学（筹）（东莞市大湾区高等研究院）
- 东莞职业技术学院

### 派出机构
- 东莞松山湖高新技术产业开发区管理委员会
- 东莞水乡特色发展经济区管理委员会
- 东莞滨海湾新区管理委员会
- 东莞市人民政府驻广州办事处
- 东莞市人民政府驻北京联络处

（东莞松山湖高新技术产业开发区管理委员会与中共东莞松山湖高新技术产业开发区工作委员会合署办公，行政级别为副厅级；东莞滨海湾新区管理委员会加挂东莞港管理委员会、东莞虎门港综合保税区管理委员会、东莞滨海湾高新技术产业开发区管理委员会牌子，与中共东莞滨海湾新区工作委员会合署办公；东莞水乡特色发展经济区管理委员会与中共东莞水乡特色发展经济区工作委员会合署办公。）

## 现任领导
| 姓名   | 职务                    | 政党                 | 出生年月             | 籍贯     | 性别 | 民族 | 其他职务 |
| ------ | ----------------------- | -------------------- | -------------------- | -------- | ---- | ---- | --- |
| 吕成蹊 | 市长 党组书记           | 中国共产党           | 1969年9月（55歲）    | 陕西岐山 | 男   | 汉族 | 中国共产党东莞市委员会副书记                                                                                        |
| 曾坚朋 | 副市长 党组副书记       | 中国共产党           | 1980年1月（45歲）    | 广东兴宁 | 男   | 汉族 | 中国共产党东莞市委员会常委                                                                                          |
| 刘光滨 | 副市长 党组成员         | 中国共产党           | 1971年1月（54歲）    | 广东饶平 | 男   | 汉族 | 中国共产党东莞市委员会常委                                                                                          |
| 黎军   | 副市长（正厅级）        | 中国国民党革命委员会 | 1970年7月（54歲）    | 湖南岳阳 | 女   | 汉族 | 中国国民党革命委员会中央委员会社会与法治委员会副主任 中国国民党革命委员会广东省委员会副主任委员                     |
| 卢建军 | 副市长 党组成员         | 中国共产党           | 1973年9月（51歲）    |          | 男   | 汉族 | |
| 陈海波 | 副市长 党组成员         | 中国共产党           | 1974年5月（50歲）    |          | 男   | 汉族 | 中国共产党东莞市委员会政法委员会第一副书记 中国共产党东莞市公安局委员会党委书记 东莞市公安局局长 东莞市公安局督察长 |
| 叶葆华 | 副市长 党组成员         | 中国共产党           | 1972年1月（53歲）    | 广东东莞 | 男   | 汉族 | |
| 陈庆松 | 副市长 党组成员         | 中国共产党           | 1977年5月（47歲）    | 广东东莞 | 男   | 汉族 | |
| 李辉   | 副市长（挂职） 党组成员 | 中国共产党           | 1981年3月（43—44歲） |          | 男   | 汉族 | |
| 严继宗 | 秘书长 党组成员         | 中国共产党           | 1969年3月（55—56歲） | 广东东莞 | 男   | 汉族 | 中国共产党东莞市人民政府机关党组书记 东莞市人民政府办公室主任 东莞市人民政府机关一级调研员                          |

## 历任领导
- 郑锦滔（1985年9月－1990年12月）
- 叶　耀（1990年12月－1994年9月）
- 李近维（1994年9月－1997年1月）
- 佟　星（1997年1月－2001年4月）
- 黎桂康（2001年4月－2003年12月）
- 刘志庚（2004年3月－2006年4月）
- 李毓全（2006年4月－2011年10月）
- 袁宝成（2011年10月－2016年4月）
- 梁维东（2016年4月－2018年3月）
- 肖亚非（2018年3月－2021年6月）
- 吕成蹊（2021年6月－）

## 办公地点
东莞市人民政府办公地点位于东莞市鸿福路99号。